# 廣田馨
廣田 馨（ひろた かおる、1926年9月14日 - 2021年11月5日）は、日本の実業家。元積水化学工業代表取締役社長。

## 来歴･人物
熊本県出身。1952年大阪経済大学経済学部卒業。積水化学工業の取締役・常務・専務・副社長・社長・会長・相談役を歴任。
1984年に当時の藤沼基利社長の在職逝去に伴い、同年11月に代表取締役社長に就任した。
その後、積水化学工業の社長・会長として15年に渡り活躍した。
1999年勲二等瑞宝章を受章。
2021年11月5日、老衰のため死去。95歳没。叙従四位。

## 略歴
- 1952年　大阪経済大学経済学部卒業
- 1976年　積水化学工業取締役
- 1984年　同社・副社長
- 1984年　同社・社長
- 1994年　同社・会長
- 1999年　同社・相談役